# His Bitter Fate
His Bitter Fate è un cortometraggio muto del 1917 diretto da Harry Williams.

## Produzione
Il film fu prodotto dalla Triangle Film Corporation.

## Distribuzione
Distribuito dalla Triangle Distributing, il film - un cortometraggio in una bobina - uscì nelle sale cinematografiche statunitensi il 24 giugno 1917.